# لوئی (مجموعه تلویزیونی)
لوئی (به انگلیسی: Louie) برنامه تلویزیونی کمدی-درام آمریکایی است که از سال ۲۰۱۰ از شبکه اف‌ایکس پخش می‌شود. نویسندگی، کارگردانی، تدوین و تولیدکننده مجموعه، لوئیز سی.کی. استندآپ کمدین آمریکایی می‌باشد. او در این مجموعه در نقشی خیالی از خود بازی می‌کند. یک کمدینی که به تازگی طلاق گرفته و دو دختر کوچک خود را در نیویورک بزرگ می‌کند. این مجموعه نسبت به دیگر مجموعه‌های کمدی، روند غیرمعمول و آزادی دارد که شامل داستان‌های با خط داستانی نامرتبط از زندگی لوئی و اجراهای استندآپ او می‌باشد.
این مجموعه تحسین منتقدان را برانگیخت و در سال ۲۰۱۰ در چند لیست در جایگاه ده مجموعه اول جای گرفت. سی.کی. برای بازیگری، نویسندگی و کارگردانی در این مجموعه چندین بار نامزد دریافت جایزه امی شد و در شصت و چهارمین دوره جایزه‌های امی برنده جایزه بهترین نویسنده مجموعه‌های کمدی شد.
پخش مجموعه لوئی از سال ۲۰۱۰ شروع شد و این مجموعه دارای پنج فصل می‌باشد. ۳ فصل اول دارای ۱۳ قسمت، فصل چهارم دارای ۱۴ قسمت و فصل پنجم دارای ۸ قسمت است.

## خلاصه و قسمت‌ها
داستان مجموعه برداشت آزادی از زندگی لوئیز سی.کی. می‌باشد که زندگی او در حال اجرای برنامه‌های کمدی به همراه زندگی عادی او از پدری تنها و صاحب دو دختر را به تصویر می‌کشد. هر قسمت بیشتر دارای دو داستان موضوعی مرتبط یا نامرتبط است که زندگی لوئی را نشان می‌دهد.
بخش‌هایی از مجموعه که سی.کی. در آن در حال اجرای استندآپ کمدی است بیشتر در سالن‌های کمدی کوچک، همچون انبار کمدی و کارولینز برادوی در منهتن اجرا شده‌است. اجراهای استندآپ اکثر شامل موضوعاتی است که خاص این مجموعه تولید شده‌اند و بیشتر از نمای نزدیک فیلم‌برداری شده‌اند نه از دید تماشاگران. در برخی موارد بخش‌های کمدی داستان معین و مشخص برای خود دارند. در فصل اول گه‌گاه مکالمات ناشیانه بین لوئی و روانشناسش نیز به تصویر کشده شده‌است. در آغاز فصل سوم برخی از قسمت‌ها فاقد بخش‌های اجرای کمدی و بخش آغازین می‌باشند.
داستان هر قسمت این مجموعه اغلب متمایز از یکدیگر می‌باشد، هرچند برخی از نقش‌های فرعی (همچون پاملا، دوست لوئی) گهگاه داستان‌های ادامه‌داری را در چند قسمت انجام می‌دهند. در برخی موارد پیوسستگی در داستان همچون اجرای کاراکتر مادر لوئی توسط دو شخص متفاوت در دو قسمت متفاوت، رعایت نمی‌شود. لوئی نیز در اینباره گفته «هر قسمت مجموعه هدف خاص خودش را دارد و اگر اهداف یک قسمت اهداف قسمت دیگر را نقض می‌کند … من اهمیتی نمی‌دهم.» داستان بعضی از قسمت‌ها نیز خارج از خط زمانی داستان اصلی می‌باشد. همچون قسمت «خدا» که کودکی لوئی را نشان می‌دهد و قسمت «اوه لوئی» که داستان ۹ سال گذشته کاری این کمدین را نمایش می‌دهد. در فصل سوم مجموعه به سمت پیوستگی داستانی می‌رود اما داستانی متصل به فصل گذشته ندارد.
قسمت ابتدایی این مجموعه دربارهٔ بخش‌های از یک اردوی مدرسه و اولین قرار عشقی ناشیانه است و در قسمت‌های بعدی داستان‌های جدایی در مورد طلاق، سکس، افسردگی، گرایش جنسی و نقد دین است.